# Ревякин, Яков Григорьевич
Яков Григорьевич Ревякин (20 октября 1873, Жемковка — 1949) — русский архитектор. Работал во Владимире, один из архитекторов, сформировавших облик города начала XX века. Член Союза архитекторов СССР (1947).

## Биография
Родился в крестьянской семье. Окончив церковно-приходскую школу, приобрёл специальность в Самарском училище инженеров-путейцев и на архитектурных курсах в Санкт-Петербурге.
В 1895 году получил право на строительство гражданских и дорожных сооружений. Начал работать по профессии казённым десятником в городе Верхнеудинске на строительстве Забайкальской железной дороги (1896—1898), затем — на казённом винном складе в г. Юрьевце Костромской губернии.
В 1901 году, узнав о вакансии во Владимирском земстве из газеты «Русские ведомости», приехал во Владимир и с 1 июля занял должность дорожного техника. До упразднения земств строил и ремонтировал дороги и различные земские постройки. Примерно с 1902 года служил и городским архитектором.
После установления советской власти, в 1919—1921 годах сотрудничал в коммунальном хозяйстве Владимира; в 1921—1925 годах — архитектор в уездном исполкоме; в 1925—1928 годах — в коммунхозе губернии. С 1928 года на пенсии (по инвалидности), но продолжал работать, участник проектирования и строительства Владимирского хлебозавода на Суздальской улице (1929).
Перед войной и в её годы был, последовательно, техником-строителем в горторге; инспектором в управлении главного архитектора города; в областном отделе архитектуры; по охране памятников Владимирской области; в архитектурно-проектной мастерской при управлении главного архитектора города. Публиковался в областной газете «Призыв» в связи с обсуждением генерального плана благоустройства города. В 1944 году был принят в члены Союза архитекторов СССР. В 1946 году был представлен к награждению медалью «За доблестный труд в годы Великой Отечественной войны 1941—1945 гг.»

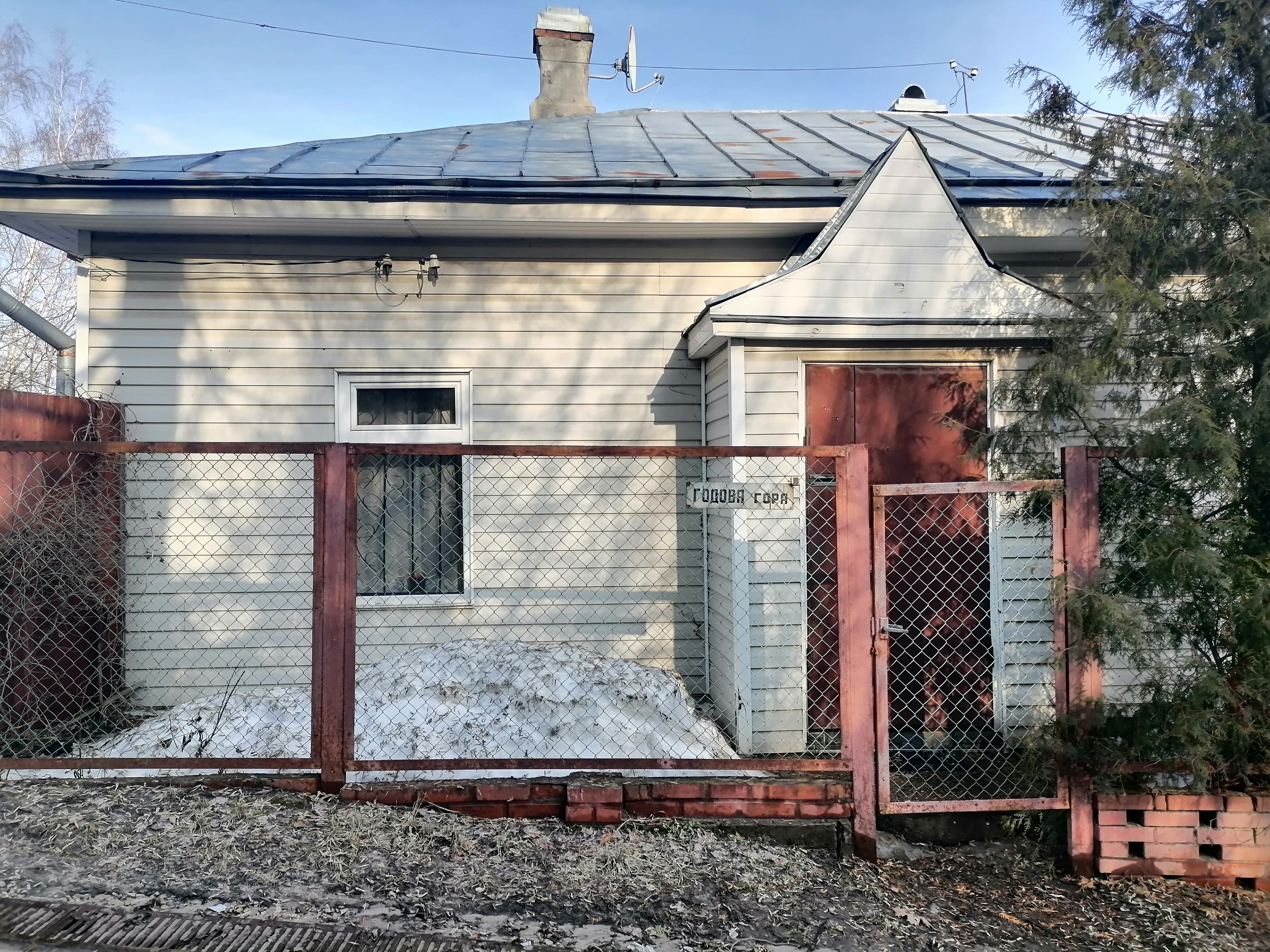
Ул. Годова Гора, д. 1. Вид в апреле 2022 года

Жил в доме Блудова на Троицкой улице (ныне — Подбельского), с 1910 года — в собственном доме (д. 1 по ул. Годова Гора).
Похоронен на Князь-Владимирском кладбище (16 уч.).

## Известные работы
Владимирский областной театр кукол (1905, здание построено для Народного дома Общества трезвости).
Здание бывшей городской Думы (1906—1907)
Бывший дом причта Успенского собора (1909)
Летний клуб на Пушкинском бульваре (1910, не сохранился)
Здание бывшего Дворянского Пансиона (1914, ныне — Владимирский главпочтамт).

## Галерея

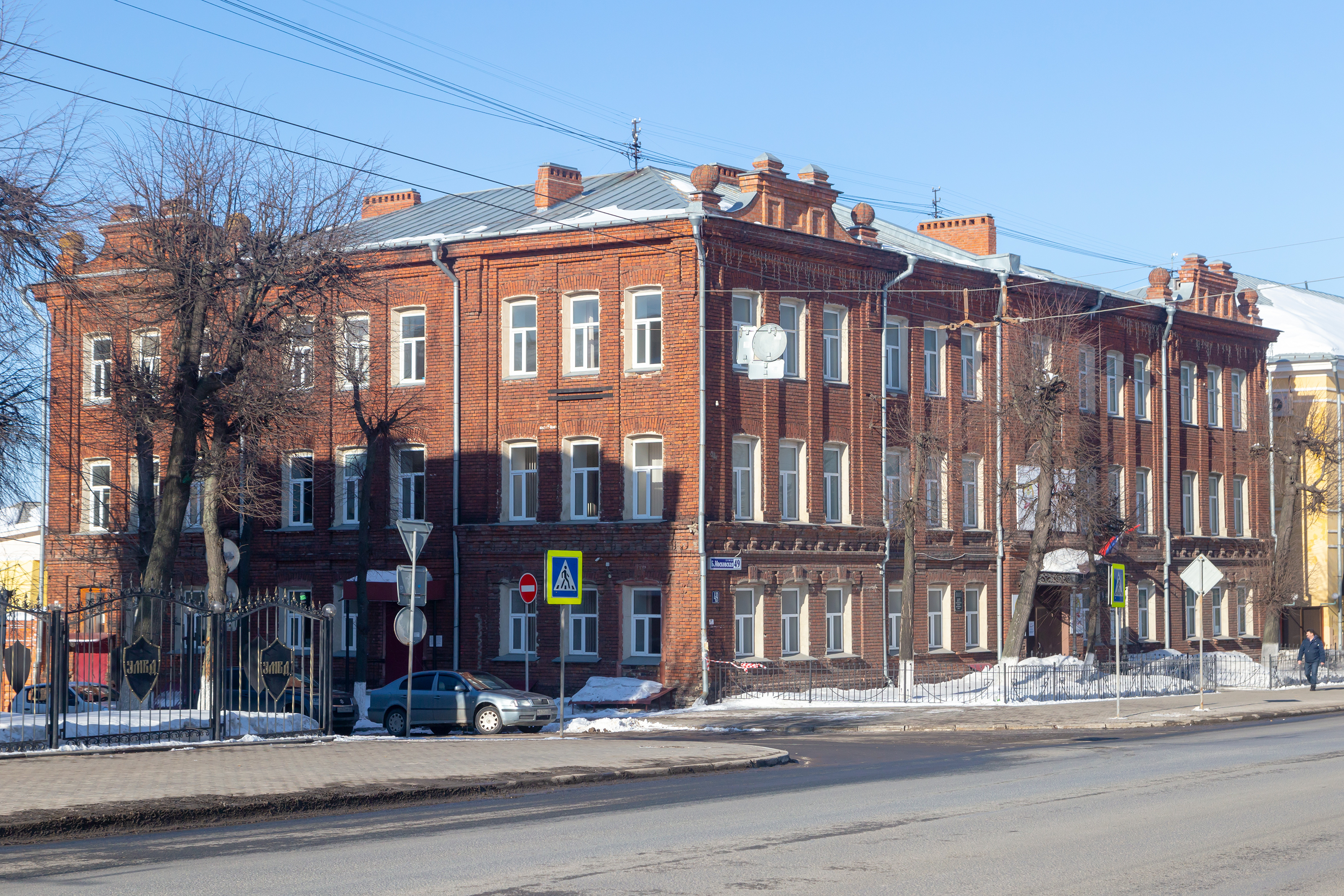
Здание причта Успенского собора
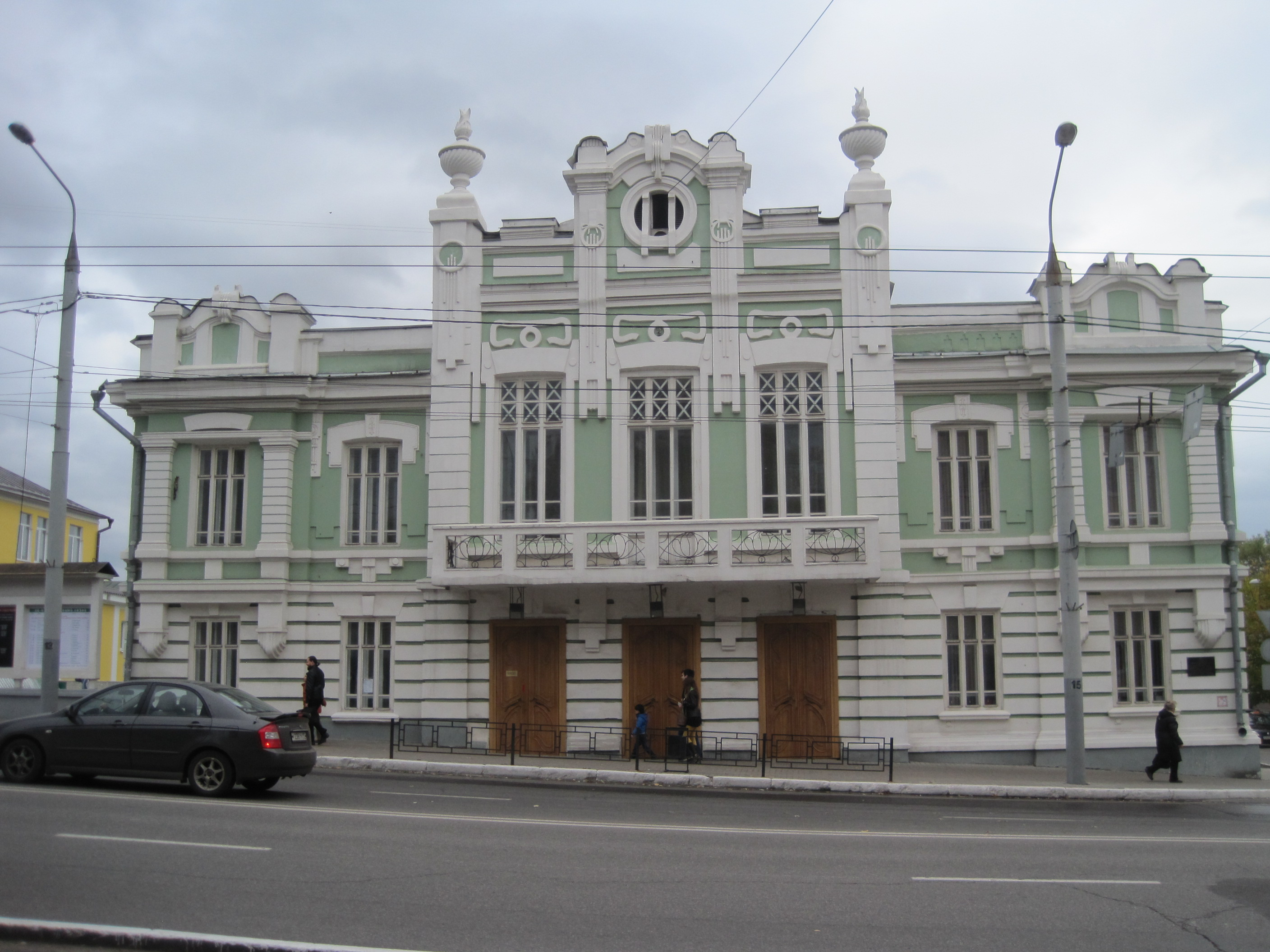
Народный дом во Владимире
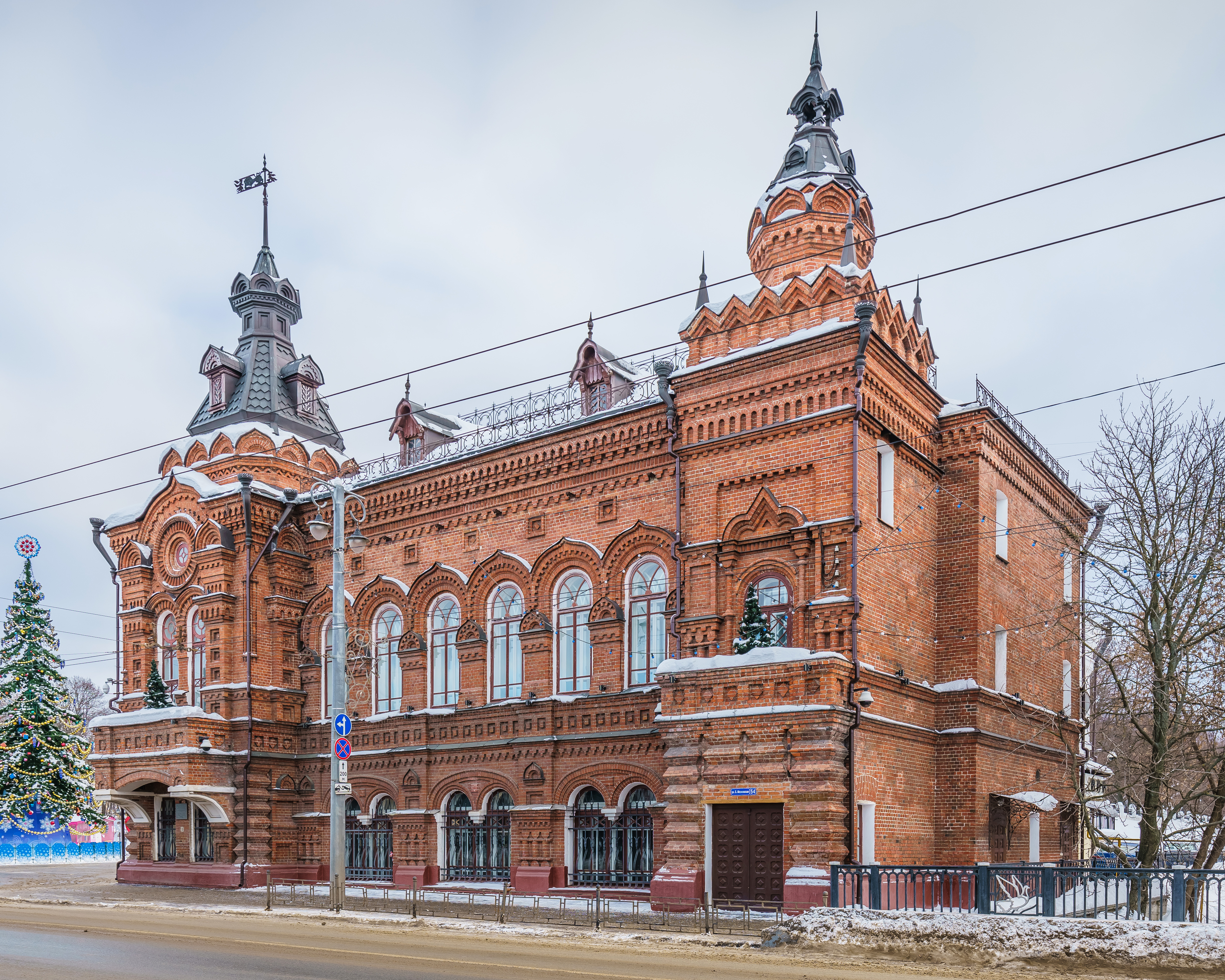
Здание Городской думы во Владимире